# Ephraim Adler

Ephraim Adler

Ephraim Adler (geb. 21. Mai 1855 in Lübeck-Moisling; gest. 20. Januar 1910 in Nordrach) war ein deutscher niedergelassener Allgemeinmediziner, Mitglied der israelitischen Kultusgemeinde zu Lübeck und Zionist.

## Leben
Seine Eltern waren der Rabbiner Alexander Sussmann Adler (1816–1869) und Hanna Fischl Joel (1820–1889). Seine Schwester Esther heiratete Salomon Carlebach, der seinem Vater als Rabbiner nachfolgen sollte.
Ephraim Adler studierte Medizin in Berlin und Freiburg. In der Zeit besuchte er auch das Rabbinerseminar und wirkte als Lehrer der Religionsschule der Adass Jisroel. 1882 ließ er sich in Lübeck als praktischer Arzt nieder. Vom Hohen Senat wurde er in das Medizinalkollegium und in den Ehrenrat der Lübecker Ärzteschaft berufen.
Er war Mitbegründer und aktives Mitglied der Misrachi-Ortsgruppe in Lübeck und gehörte zeitweilig dem Aktionskomitee der Zionistischen Vereinigung für Deutschland an. Ferner gründete er den jüdischen Gesangverein 'Kaul Rinnoh', einen hebräischen Sprachkurs und 1904 mit Leo Landau die Esra-Loge im B’nai B’rith.
Mit seiner Frau Agathe, geb. Joel, hatte er fünf Kinder, von denen Minna (1883–1968) die älteste war. Alexander (* 1884) wurde Mizrachi-Vertreter im Berliner Palästina-Amt bis zu seiner Emigration 1938 und starb 1958 in Kvuzat Javne/Israel.
Im Sommer musste er seine Praxis aus gesundheitlichen Gründen schließen, siedelte nach Nordrach im badischen Schwarzwald über, und übernahm im Oktober den Posten des Leitenden Oberarztes und Direktors einer dortigen Lungenheilanstalt, die Karl Hettinger um 1899 gegründet hatte, und die nach dem Konkurs von der Londoner Rothschild-Stiftung weitergeführt wurde.